# سد رمشت
سد رمشت، سدی در بالادست روستای رمشت، از توابع شهرستان کامیاران استان کردستان است که بر روی رودخانه رمشت قرار دارد. این سد از نوع مخزنی و خاکی همگن است و آب آشامیدنی شهر موچش و 563 هکتار از زمینهای کشاورزی روستاهای رمشت، مارنج و محمدآباد را تأمین می‌کند. حجم مخزن این سد 5.8- 6.5 میلیون متر مکعب است.
| کارفرما:    | شرکت آب منطقه ای کردستان   |
| مشاور طراح: | شرکت مهندسین مشاور آب نیرو |
| پیمانکار:   | شرکت بین‌الملل نصر کردستان  |